# Nederlandse kampioenschappen schaatsen afstanden 2012 - 10.000 meter mannen
De 10.000 meter mannen op de Nederlandse kampioenschappen schaatsen afstanden 2012 werd gehouden op zondag 6 november 2011 in ijsstadion Thialf te Heerenveen, er namen 12 mannen deel, waarvan de laatste twee zich plaatsten op basis van de 5000 meter twee dagen eerder.
Titelverdediger was Bob de Jong die de titel pakte tijdens de NK afstanden 2011. Er waren vijf startplaatsen te verdienen voor de wereldbeker schaatsen 2011/2012, Bob de Jong had als regerend wereldkampioen een beschermde status net als Bob de Vries (tweede op het WK).

## Statistieken

### Uitslag
| #      | Schaatser           | Ploeg                | Tijd        |
| ------ | ------------------- | -------------------- | ----------- |
| Goud   | Bob de Jong         | BAM                  | 12.57,29    |
| Zilver | Jorrit Bergsma      | BAM                  | 13.00,45 PR |
| Brons  | Sven Kramer         | TVM                  | 13.09,96    |
| 4      | Douwe de Vries      | SOS-Kinderdorpen     | 13.12,03 PR |
| 5      | Jan Blokhuijsen     | TVM                  | 13.15,14    |
| 6      | Bob de Vries        | BAM                  | 13.15,38    |
| 7      | Rob Hadders         | SOS-Kinderdorpen     | 13.19,91 PR |
| 8      | Wouter olde Heuvel  | TVM                  | 13.21,72    |
| 9      | Arjen van der Kieft | traint in Kazachstan | 13.24,97    |
| 10     | Robert Bovenhuis    | BAM                  | 13.35,73    |
| 11     | Ted-Jan Bloemen     | Gewest Friesland     | 13.36,04    |
| 12     | Willem Hut          | BAM                  | 13.42,57    |

### Loting
| Rit | Binnenbaan          | Buitenbaan         |
| --- | ------------------- | ------------------ |
| 1   | Jan Blokhuijsen     | Rob Hadders        |
| 2   | Sven Kramer         | Douwe de Vries     |
| 3   | Arjen van der Kieft | Robert Bovenhuis   |
| 4   | Ted-Jan Bloemen     | Willem Hut         |
| 5   | Jorrit Bergsma      | Bob de Vries       |
| 6   | Bob de Jong         | Wouter olde Heuvel |

1987 · 
1988 · 
1989 · 
1990 · 
1991 · 
1992 · 
1993 · 
1994 · 
1995 · 
1996 · 
1997 · 
1998 · 
1999 · 
2000 · 
2001 · 
2002 · 
2003 · 
2004 · 
2005 · 
2006 · 
2007 · 
2008 · 
2009 · 
2010 · 
2011 · 
2012 · 
2013 · 
2014 · 
2015 · 
2016 · 
2017 · 
2018 · 
2019 · 
2020 · 
2021 · 
2022 · 
2023 · 
2024 · 
2025